# ان‌جی‌سی ۳۵۵۰
ان‌جی‌سی ۳۵۵۰ یک کهکشان است.